# Calling All Girls
 A Calling All Girls a nyolcadik dal a brit Queen rockegyüttes 1982-es Hot Space albumáról. A szerzője Roger Taylor dobos volt. D dúrban íródott, és viszonylag gyors, percenként 128-as a ritmusa. Az akusztikus és elektromos gitár kombinációjára épült, és bizonyos gitárszólamokat Taylor játszott el benne.
1982. július 31-én kislemezen is megjelent Amerikában – ez volt az első kislemez, amelynek az A oldalán Taylor dala szerepelt. Nem ért el túl nagy sikert, a hatvanadik helyet érte el az amerikai slágerlistán. A The Washington Post szerint „jó példája Taylor slágercsináló ösztöneinek”, a Sounds szerint fézerek, akusztikus és elektromos hangszerelés keveréke. Mark Blake az együttesről írt könyvében „meghatóan jókedvű popdalnak” tartotta.
A videóklipjét, George Orwell 1984 című regénye, és George Lucas THX-1138 című filmje inspirálta. Egy robototok által uralt társadalom jelenik meg benne. Mercuryt elrabolják és börtönbe zárják a gépek, de jön a többi tag, kimenekítik, majd felszabadítják a világot a robotok uralma alól. Taylor évekkel később csodálkozott rajta, hogy egy egyszerű dalnak miért készítettek ilyen bonyolult klipet.
A Hot Space turné amerikai és japán szakaszán játszották, így az egyik japán előadásukon készült felvétel felkerült a Queen on Fire – Live at the Bowl DVD-re.

## Kiadás és helyezések
7" kislemez (Elektra E-65991, Amerika)
1. Calling All Girls – 3:50
2. Put Out the Fire – 3:18

| Év   | Lista                     | Helyezés |
| ---- | ------------------------- | -------- |
| 1982 | Amerika Billboard Hot 100 | 60       |

## Közreműködők
- Ének: Freddie Mercury
- Háttérvokál: Freddie Mercury

Hangszerek:
- Roger Taylor: dob, marimba, elektromos gitár, akusztikus gitár
- John Deacon: basszusgitár
- Brian May: elektromos gitár